# Якана гребінчаста
Якана гребінчаста (Irediparra gallinacea) — вид сивкоподібних птахів родини яканових (Jacanidae).

## Поширення
Птах поширений в південно-східному Борнео, на півдні Філіппін, на Сулавесі, Молуккських островах, Малих Зондських островах, Новій Гвінеї, Новій Британії та на півночі й сході Австралії. Мешкає у прісноводних водно-болотних угіддях з рясною плавучою рослинністю, що утворює килимок на водній поверхні.

## Опис
Самець трохи менший за самицю, завдовжки 20–22 см і важить 68–84 г. Самиця завдовжки 24–27 см і важить 120–150 г. Розмах крил становить від 39 до 46 см. Верх голови та шия чорні. На лобі є м'ясистий червоний наріст, який контрастує з білим лицем і горлом. У нижній частині грудей є широка чорна смуга. Черево біле. Спина і крила сіро-коричневі з чорними первинними криючими крил. Хвіст та крижі чорні. Довгі ноги з надзвичайно довгими пальцями.

## Спосіб життя
Навколоводні птахи. Завдяки довгим ногам з довгими пальцями, пристосовані для ходьби по заростях водних рослин. Вони погано літають, але добре пірнають та плавають. Живляться водними комахами, молюсками та іншими безхребетними.
Гнізда будують серед водної рослинності. Для виду характерна поліандрія. Самиця після спаровування відкладає яйця у гніздо. У гнізді 4 яйця. Після відкладання самиця йде на пошуки іншого партнера, а кладкою і потомством опікується самець. У висиджуванні самиця не бере участі.